# Strangalia palaspina
Strangalia palaspina là một loài bọ cánh cứng trong họ Cerambycidae.